# هوارد فيرغسون
هوارد فيرغسون هو دبلوماسي وسياسي كندي، ولد في 18 يونيو 1870 في كندا، وتوفي في 21 فبراير 1946 في تورونتو في كندا. حزبياً، نشط في حزب أونتاريو المحافظ التقدمي. وقد انتخب عضو برلمان مقاطعة أونتاريو عن دائرة Grenville (provincial electoral district) ‏ (25 يناير 1905 – 15 ديسمبر 1930) وانتخب رئيس وزراء أونتاريو ‏ (16 يوليو 1923 – 15 ديسمبر 1930).